# Regenrückhaltegraben
Ein Regenrückhaltegraben (RRG) ist eine offene, langgestreckte Regenrückhalteanlage in Erdbauweise. Diese Form eines Speicherbauwerks eignet sich für die gedrosselte Ableitung von Regenwasser aus Trennsystemen. Sehr lange Gräben können zusätzlich mit Drosseleinrichtungen versehen werden, um die Speicherfunktion zu verstärken.

## Vor- und Nachteile
Vorteile gegenüber Regenrückhaltebecken sind:
- Regenrückhaltegräben lassen sich unter Umständen besser in ein Baugebiet oder in die Landschaft integrieren.
- Schmale Restflächen oder frühere Entwässerungsgräben können genutzt werden.
- Durch die Versickerung kann ein erheblicher Teil des Regenwassers wieder dem natürlichen Wasserkreislauf zugeführt werden.

Nachteile gegenüber Regenrückhaltebecken sind:
- Der Flächenbedarf ist höher.
- Der Unterhaltungsaufwand ist größer.
- Regenrückhaltegräben müssen flacher gebaut werden, um nicht so viel Platz für Böschungen zu verbrauchen. Dies lässt sich im flachen Gelände bei tiefen Regenwasserkanälen nicht immer gut umsetzen.

## Technische Regeln
- ATV-Arbeitsblatt A 166: Bauwerke der zentralen Regenwasserbehandlung und -rückhaltung. November 1999.